# إظهار الأرداف

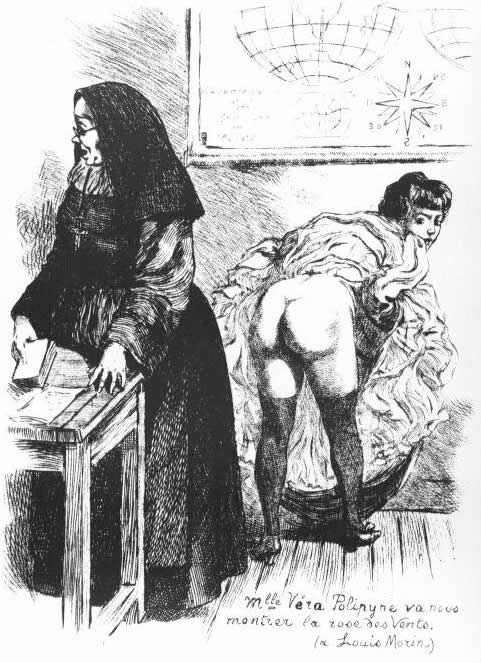
رسمة تبين امرأة تقوم برفع ملابسها وتظهر أردافها إلى راهبة.

إظهار الأرداف أو إظهار الإليتين (بالإنجليزية: mooning) (نقحرة: مونينغ) هو إظهار الأرداف عاريةً تستخدم عادة في الدول الناطقة بالإنجليزية للتعبير عن الاحتجاج أو الاحتقار أوعدم الاحترام أو الاستفزاز أو على سبيل المزاح أو شكل من أشكال الاستعراض.